# Joaquín Torres García
Pour les articles homonymes, voir Torres.
Joaquín Torres García, né le 28 juillet 1874 à Montevideo (Uruguay) où il est mort le 8 août 1949, est un peintre muraliste, sculpteur, écrivain, enseignant et théoricien hispano-uruguayen.
« Torres-Garcia est l'une des grandes figures de l'art de ce siècle », son influence comprend l'art moderne européen, américain et sud-américain, et il est considéré comme le père du constructivisme universel. Aux États-Unis, il était probablement sous-estimé précisément parce qu'il était si influent ; Adolph Gottlieb et la dette de Louise Nevelson à son travail n'a jamais été pleinement reconnue[pas clair].
Il est connu pour sa collaboration avec Gaudi en 1903 sur les vitraux pour la cathédrale de Palma et la Sagrada Família les fresques peintes dans le Palau de la Generalitat de Barcelone, et pour être le fondateur de l'association d'artistes européens Cercle et Carré à Paris en 1929.

## Biographie
Joaquín Torres-García est né à Montevideo en Uruguay le 28 juillet 1874. Il était le premier enfant de Joaquim Torras Fradera (fils de Joan Torras et Rosa Fradera), un émigré de Mataró en Espagne, et de María García Pérez. En 1861, le père de Torres-García part en Amérique du Sud dans l'espoir d'y faire fortune et ouvre un magasin général appelé l'Almacen de Joaquín Torres. 
En 1891, le père de Torres-García retourne à Mataró avec sa femme et ses trois enfants. La famille s'installe à Barcelone. Torres-García est inscrit à l'École des Beaux-Arts de Barcelone, à l'Académie Baixas (Academia Baixas) et au cercle d'artistes Saint Lluc.
« Torres-García et Picasso étaient des contemporains. Tous deux ont commencé leur vie artistique dans la Barcelone moderne, et bien que leurs intérêts artistiques étaient différents, ils ont concentré leur attention sur la représentation de la « vie moderne » dans ses deux aspects typiques et anecdotiques. Ce fut un monde de jeunes dames à la mode, de bourgeoisie prospère, d'écrivains tchèques, d'acteurs pittoresques en haillons et d'artistes comiques et d'autres, dont l'épicentre privilégié était le café Els Quatre Gats, un établissement maintenu dans le style des cabarets parisiens. Le support le plus approprié pour décrire ce monde était l'impression, un dessin destiné, dans de nombreux cas, à être reproduit dans les magazines illustrés de l'époque. La langue est venu de Paris ; les modèles préférés étaient Toulouse-Lautrec et Steinlen. »
Ses camarades de classe et amis incluent Ricard Canals, Manolo Hugue, Joaquim Mir, Isidre Nonell, Pablo Picasso, et Julio Gonzalez. Torres a été un collaborateur assidu de dessins dans tous les principaux journaux et magazines de l'époque, tels que La Vanguardia, Iris, Barcelone Cómica et La Saeta.
En 1900, le père de Torres Garcia est mort. Ses années d'études à Barcelone sont marquées par la rencontre au cabaret Els Quatre Gats de Pablo Picasso et Julio González. Il part ensuite pour Paris, le centre d'attraction de la vie artistique au début du XXe siècle, fournit des dessins à des périodiques humoristiques comme Le Frou-frou, puis, plus tard, participe avec Theo van Doesburg, Mondrian et le jeune Michel Seuphor à la création du groupe Cercle et Carré durant l'année 1929. L'évolution formelle du groupe vers l'abstraction ne lui convenant pas, il s'en éloigne par la suite.
En 1901 Miquel Utrillo a écrit un article intitulé « Joaquin Torres-Garcia, décorateur » dans Pel i Pluma, publié avec un portrait de Ramon Casas, photographies de plusieurs peintures par Torres — l'un sur la couverture du magazine — et son premier article, intitulé « Impressions ».
Antoni Gaudí dirige Torres en 1903 pour créer des vitraux pour la cathédrale de Palma. « L'un des principaux événements de sa carrière était son intervention (entre 1902 et 1905) dans le maître-autel de la cathédrale de Palma de Majorque, un chef-d'œuvre du gothique espagnol, pour lequel il a fait les vitraux latéraux et la petite rosace dans l'abside. Son interprétation, des symboles mariaux sculptés dans une pierre placée au-dessus de l'entrée principale de la cathédrale du Cantique des Cantiques - dans les mots de Baltasar Coll Tomas - est l'un des nombreux dialogues proposés par Torres. Considérant qu'approchés à partir d'un point de vue symbolique / thématique ou d'une position universelle, ces symboles, avec la composition géométrique utilisé par les maîtres maçons médiévaux, seront réinterprétés à chaque étape de la longue carrière de Torres : le soleil, la lune, l'étoile, la ainsi, le jardin, la tour, le temple. Le royaume spirituel, la raison, les sentiments, le domaine naturel ou terrestre, immédiate, intermédiaire, à distance; passé, présent, futur. »
Torres-García a commencé à enseigner l'art en 1907 au Mont d'Or, l'école fondée par le pédagogue Joan Palau i Vera (ca) à Sarrià.
En 1909, il épouse Manuela Piña i rubis, une catalane, avec qui il aura quatre enfants. L'année suivante, il se rend à Bruxelles pour y peindre un pavillon lors de l'exposition universelle. 
En mai 1913, il publie son premier livre, Notes sobre Art (Notes sur l'art) et fonde la Escuela de Decoración (École de Décoration / Les Arts Décoratifs) à Sarrià.
Il repart en 1920 une seconde fois pour Paris, avec trente-deux caisses de peintures. Après une rencontre avec son ami Picasso, son travail se tourne vers le cubisme. Cherchant à découvrir une ville moderne, il se rend à New York. 

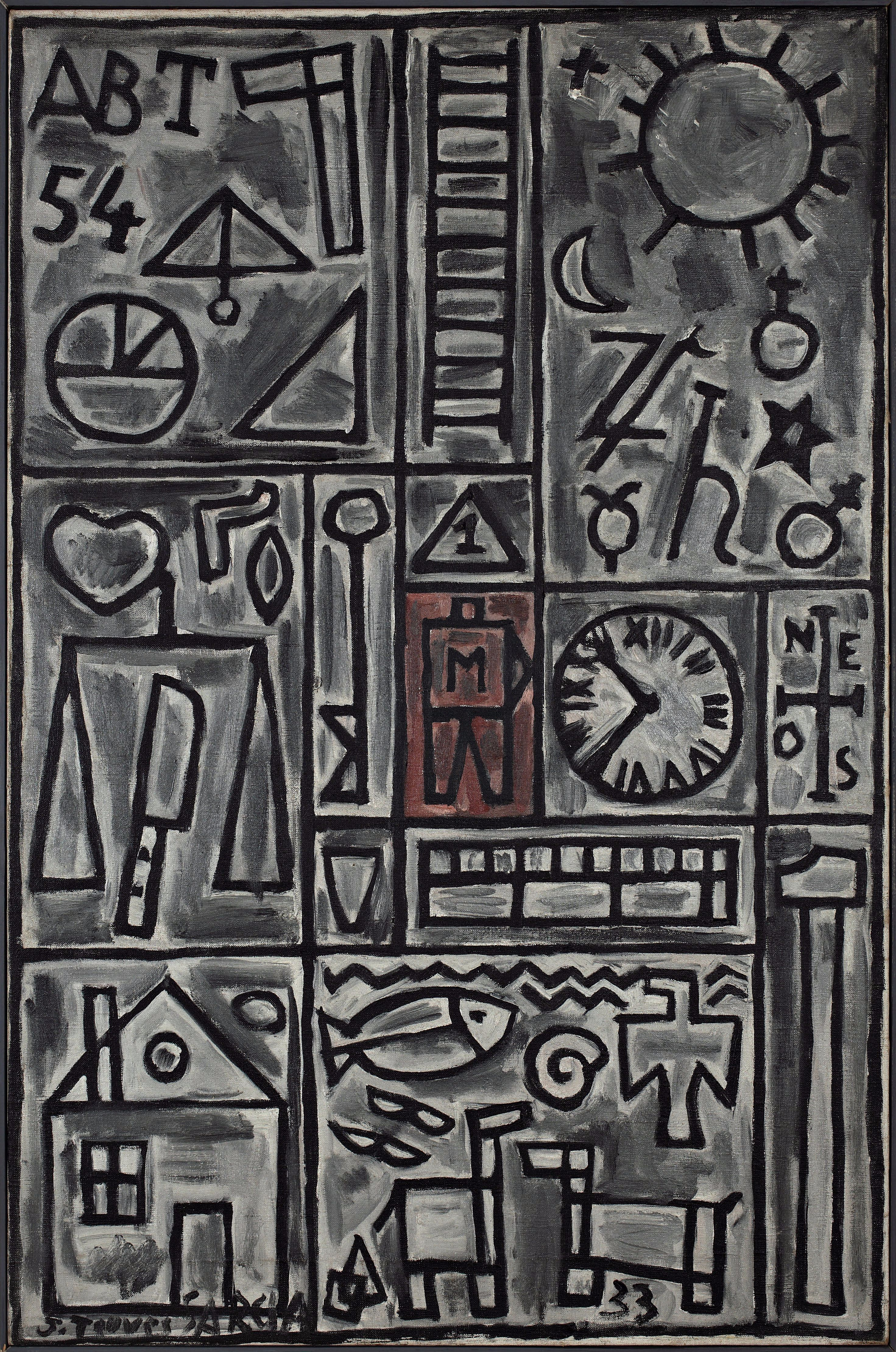
"Constructive en Gris y Noir avec Centre Rouge" Joaquín Torres García. oil sur toile 50,2 x 76 x 2cm. Museu Coleção Berardo (Lisboa, Portugal)

En 1930, il s'intéresse à l'art précolombien, l'art africain et l'art égyptien après plusieurs visites au Musée de l'Homme de Paris, qui sera dès lors pour lui une source d'inspiration forte et lui permettra de s'abstraire de l'influence culturelle européenne. En 1933 il part à Madrid et termine le manuscrit de Arte Constructivo publié en 1935 sous le nom de Estructura, dédié à son ami Piet Mondrian.
À 60 ans, en 1934, il retourne pour la première fois depuis l'enfance à Montevideo. Il présente les travaux du groupe « Cercle et Carré » et réédite le magazine Circulo y Cuadrado. Il crée le Taller Torres Garcia, similaire au Bauhaus européen. Il devient à cette époque professeur et ouvre, en 1943, un atelier de formation de jeunes artistes aux techniques constructivistes appelé « Atelier Torres García ». L'Atelier comprendra des artistes tels que Julio U. Alpuy, Sergio de Castro, Gonzalo Fonseca, José Gurvich, Jonio Montiel, Alceu Ribeiro, et les fils de Torres García, Horacio et Augusto Torres.
Il meurt le 8 août 1949 en préparant deux expositions pour la galerie Sidney Janis de New York et d'autres à l'Union panaméricaine à Washington.

## Œuvres principales

### Salle Torres-Garcia
La salle Joaquín-Torres-García dans le Palais de la Generalitat de Catalogne abrite les fresques que, sur commande d’Enric Prat de la Riba (président du Conseil, puis de la Mancomunidad de Catalogne), cet artiste majeur a peintes sur les murs du salon Sant Jordi dans les années 1912-1916.

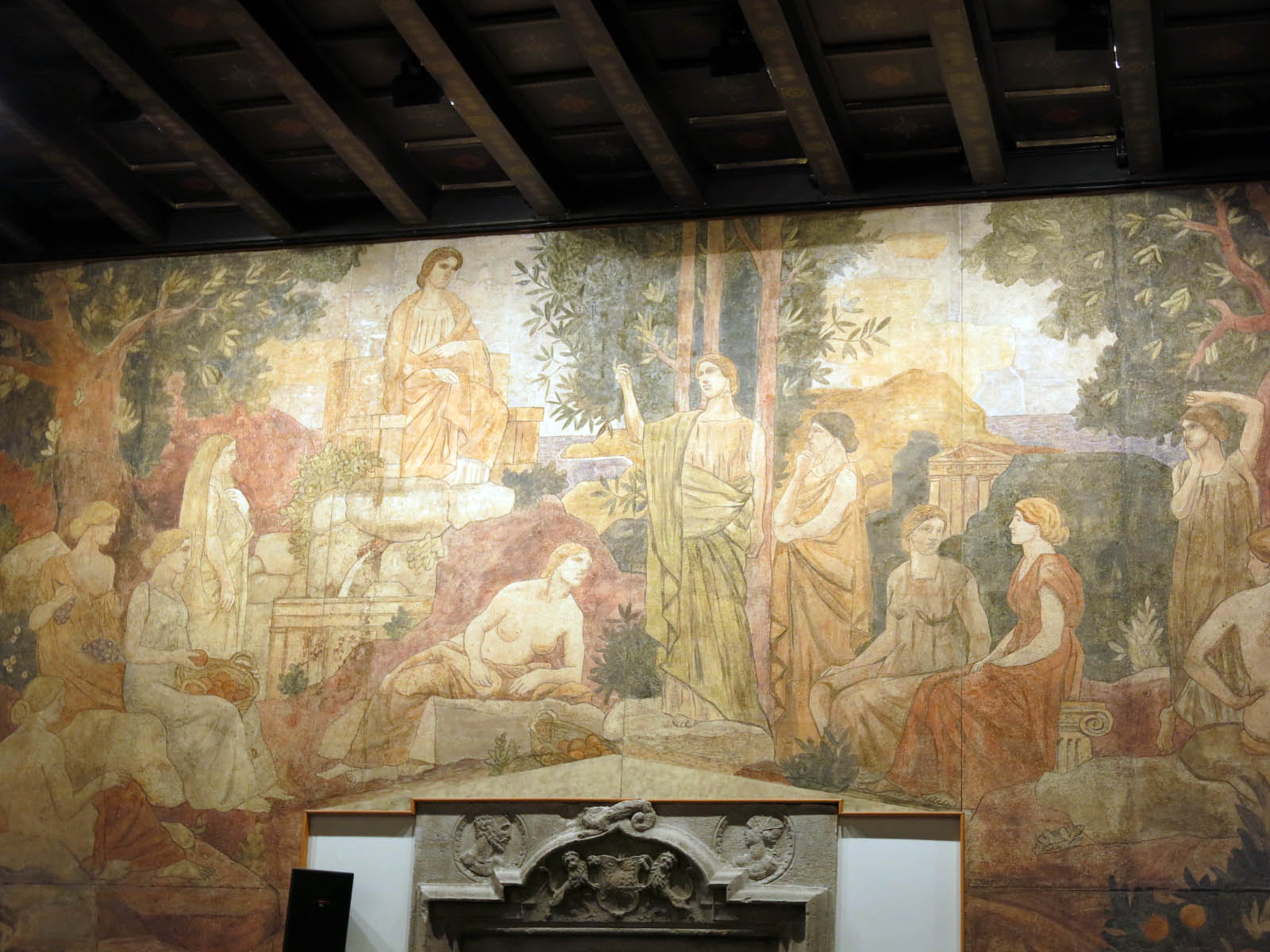
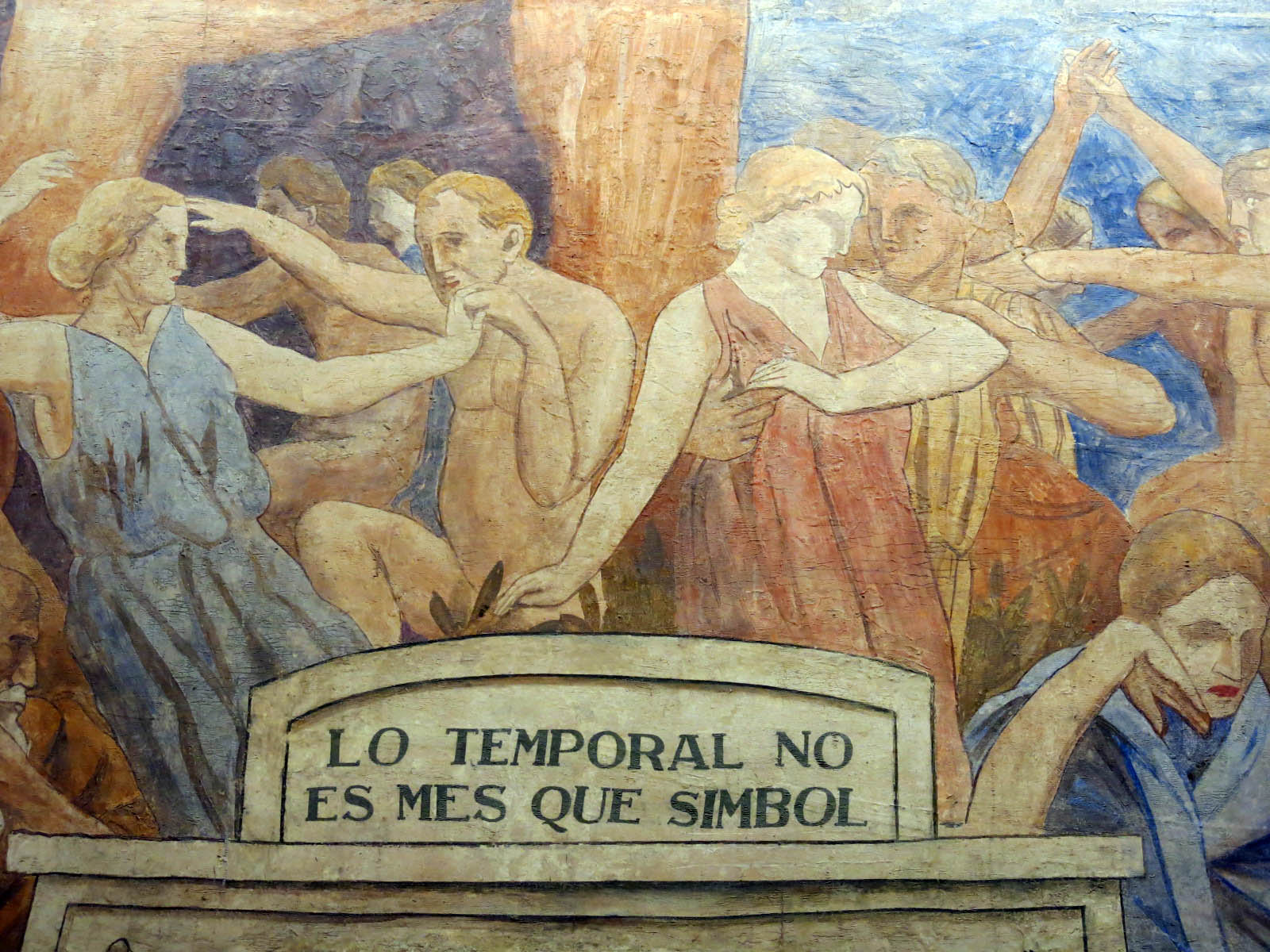
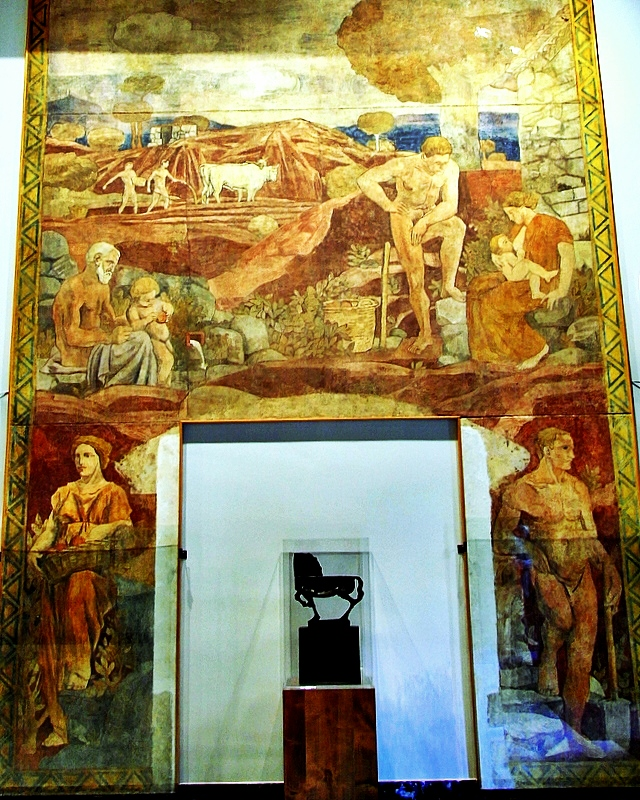

### Collections publiques
- Barcelone

MNAC
Portrait de Josep Pijoan, 1900, huile sur toile.
Fruits murs, 1905, huile sur toile.
Temple aux nymphes, 1901-1911, MNAC, 1901-19011, huile sur toile.
Orangers au bord de la mer, 1911, MNAC, huile sur toile.
La ville, 1918,MNAC, huile sur carton .
Femme espagnole, 1926, MNAC
Construction architecturale avec des figures 1935-36, MNAC
Uruguay, 1939, huile sur carton.
Fondation Joan-Miró : Formes animées, 1943, huile sur toile.
- Dijon, musée des beaux-arts : Le Port, 1928, huile sur toile.
- Montevideo :
  - Museo Torres García (en) : America Invertida, 1943, dessin.
  - Museo Nacional de Artes Visuales : fonds d'œuvres de l'artiste.
- Nantes, musée d'Arts, Constructif noir et blanc, 1932, huile sur toile[22].

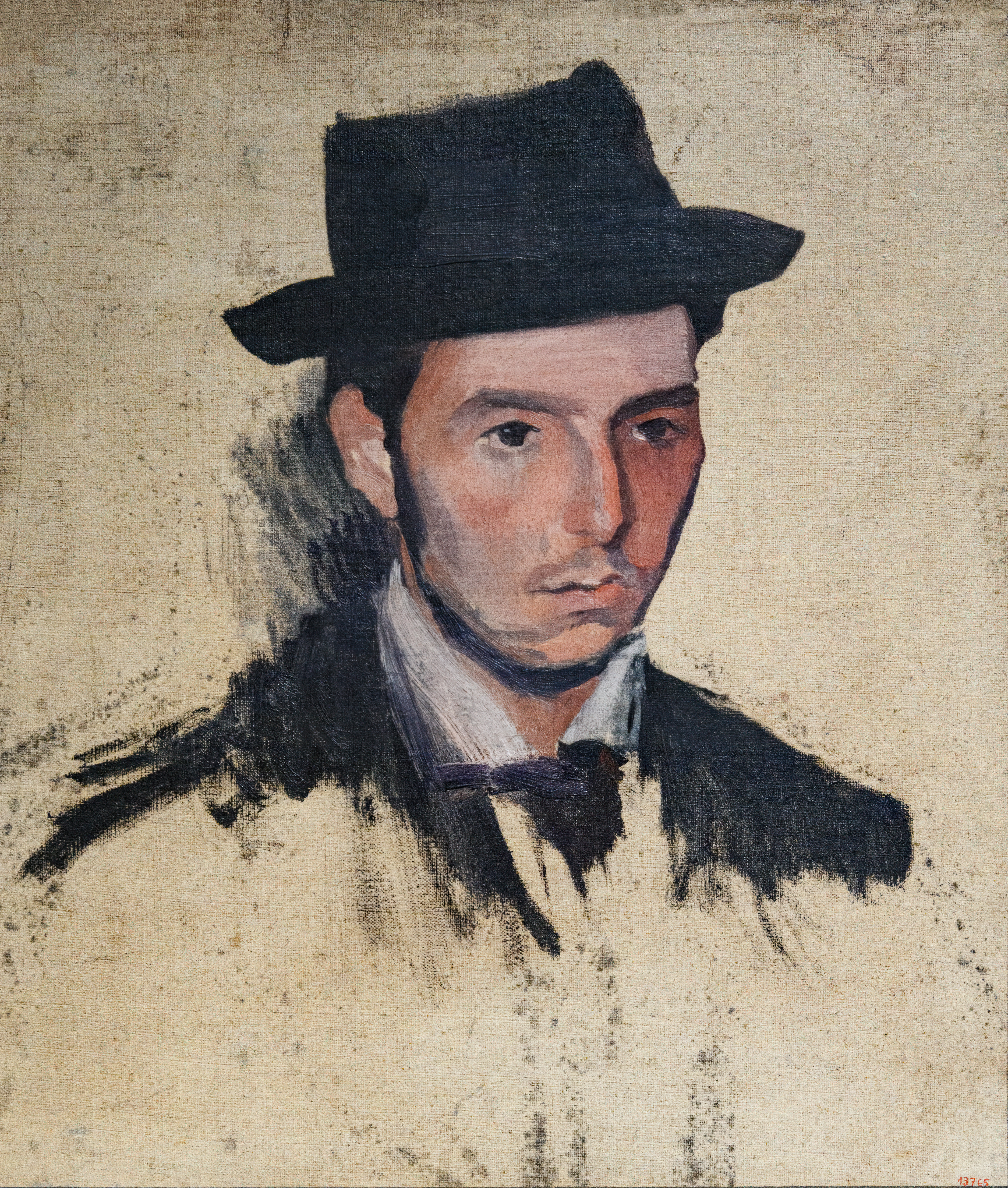
Portrait de Josep Pijoan, 1900, MNAC
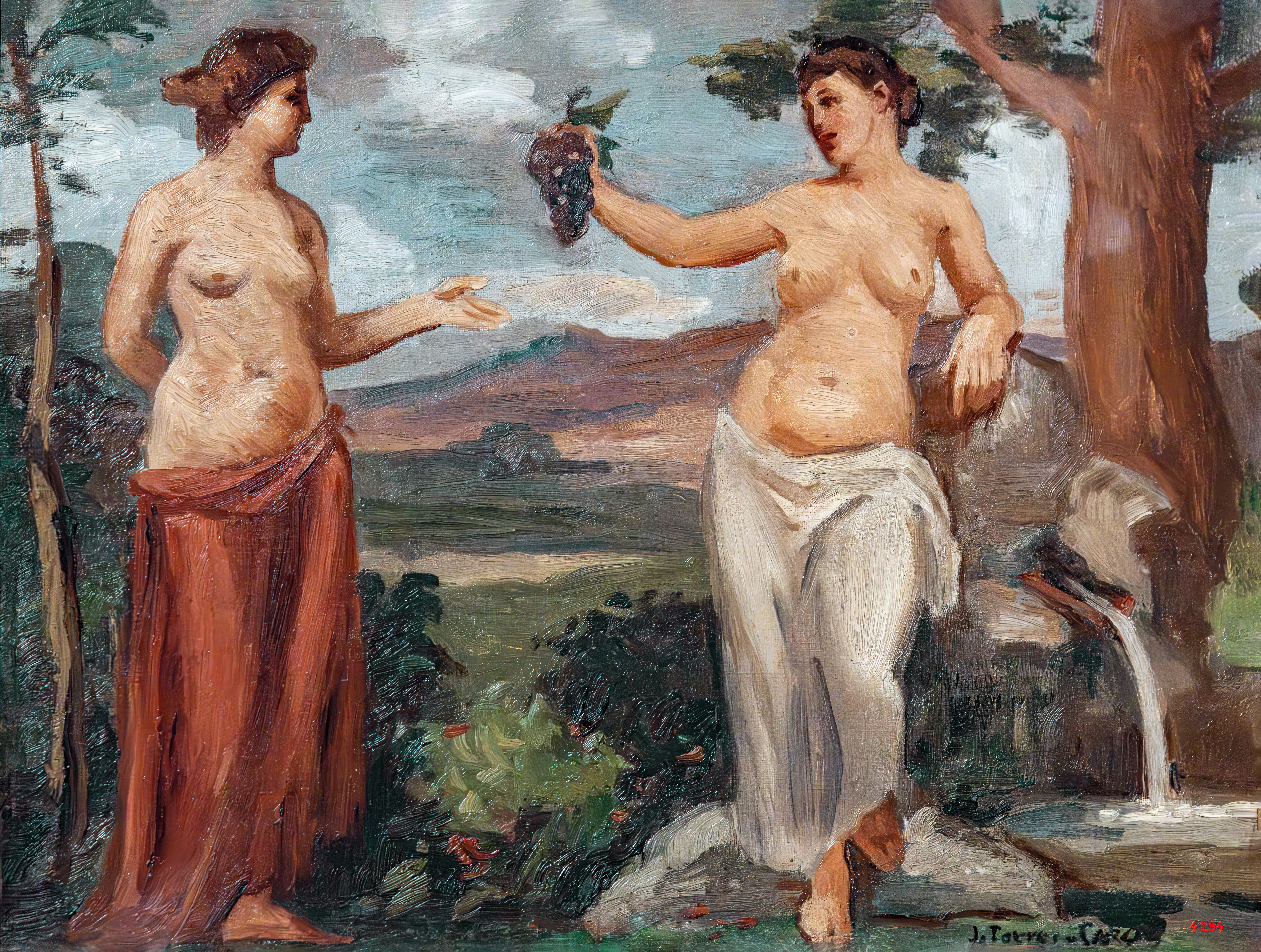
Fruits murs, 1905, MNAC
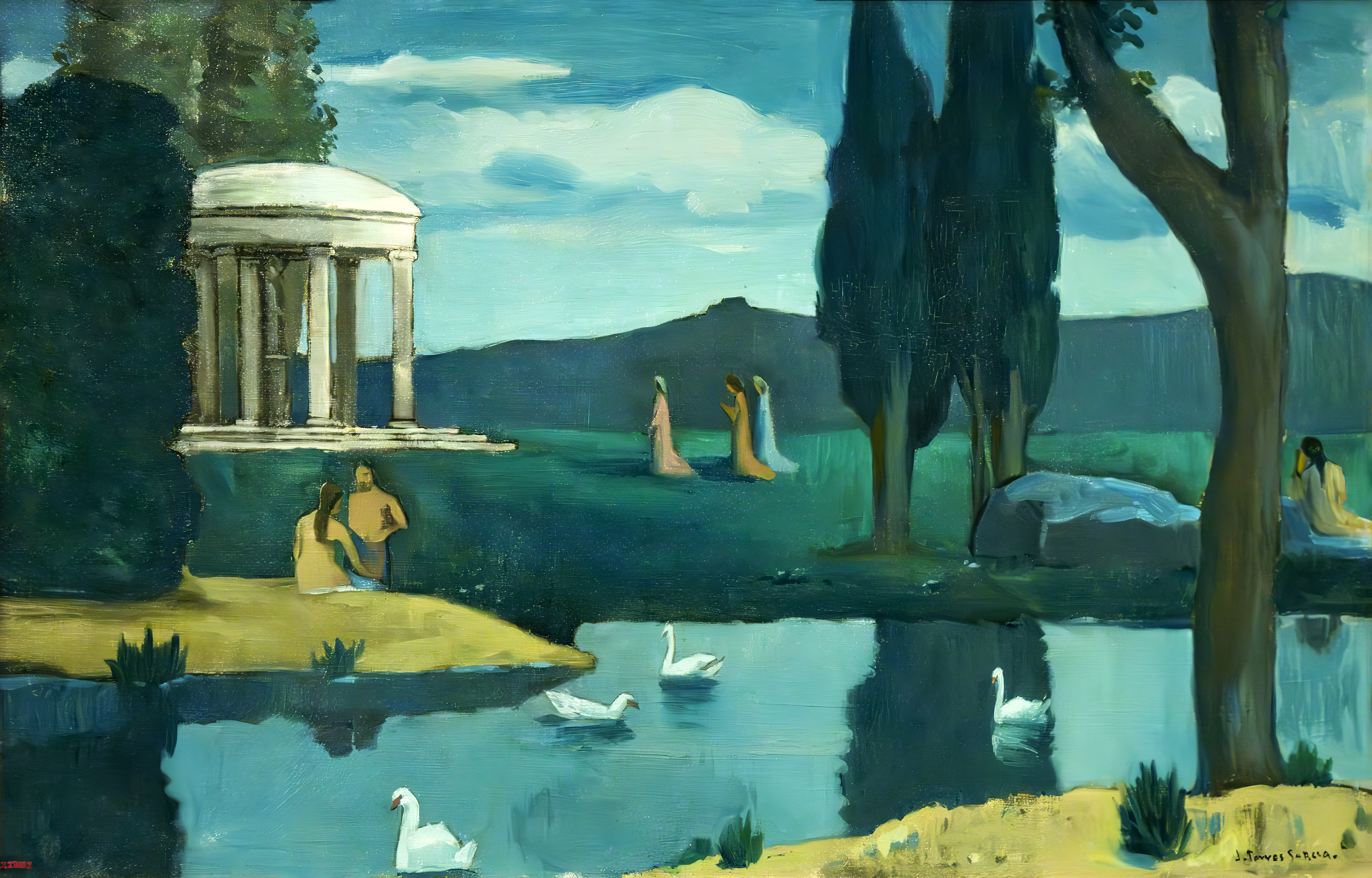
Temple aux nymphes, 1901-1911, MNAC
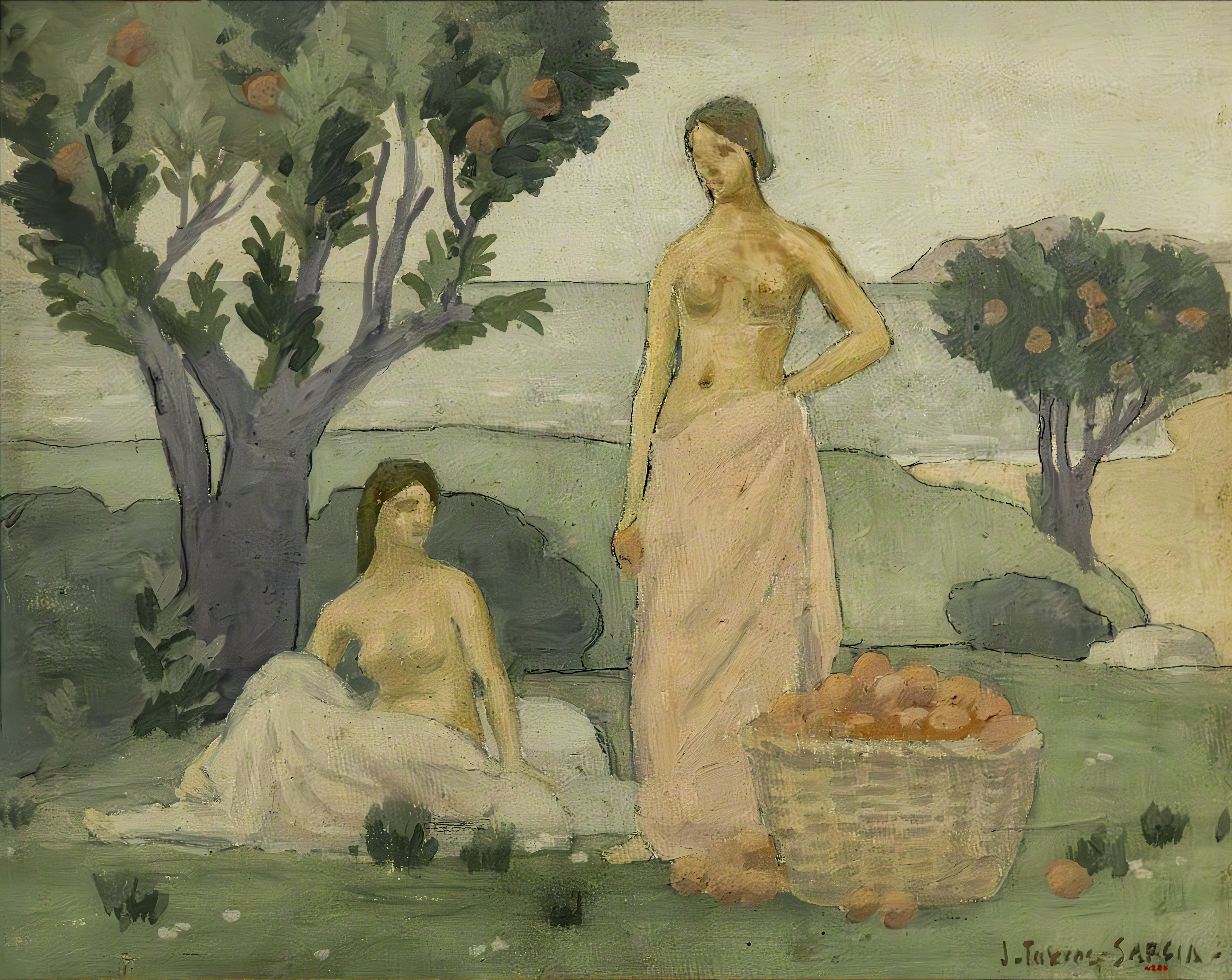
Orangers au bord de la mer, 1911, MNAC
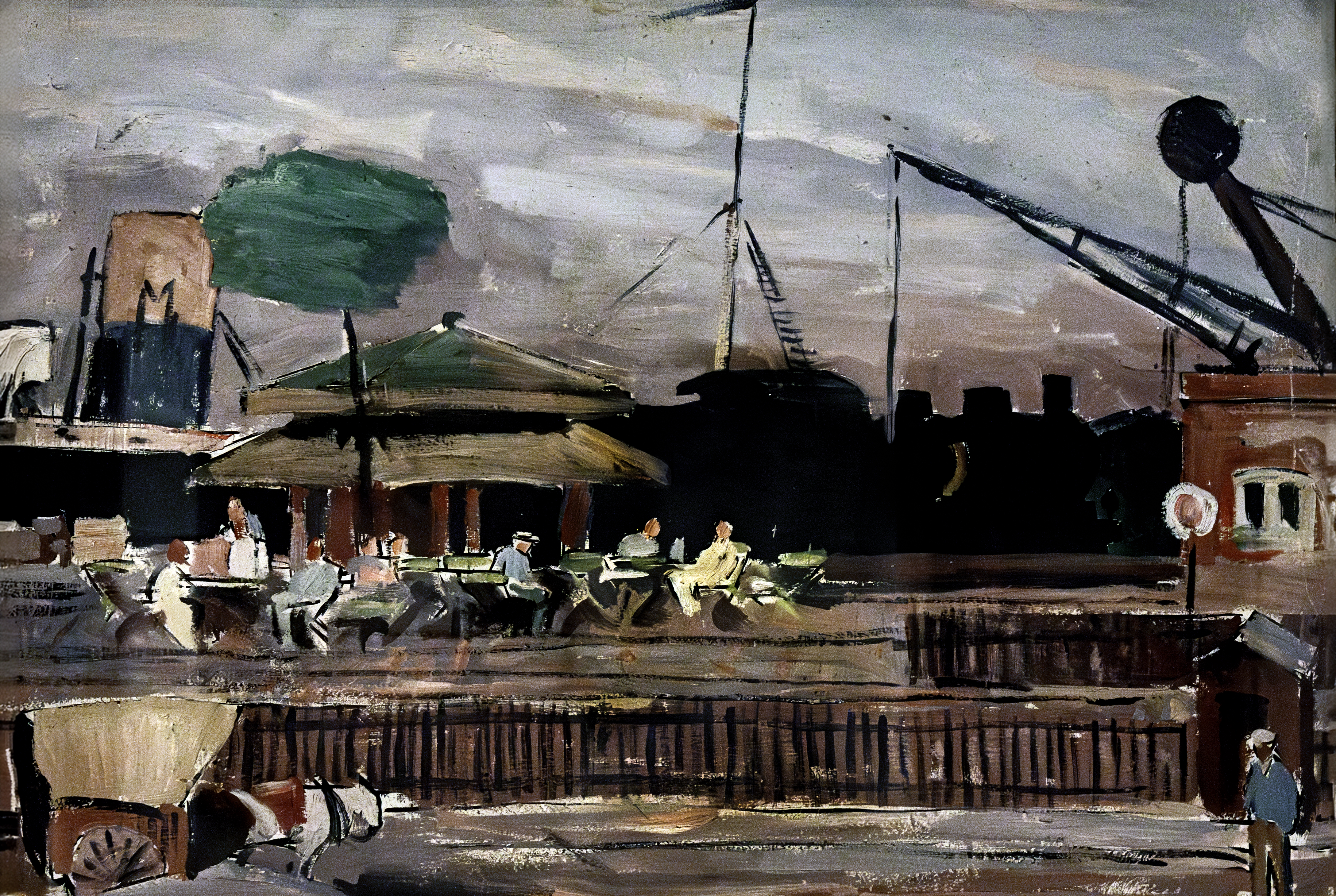
La ville, 1918, MNAC
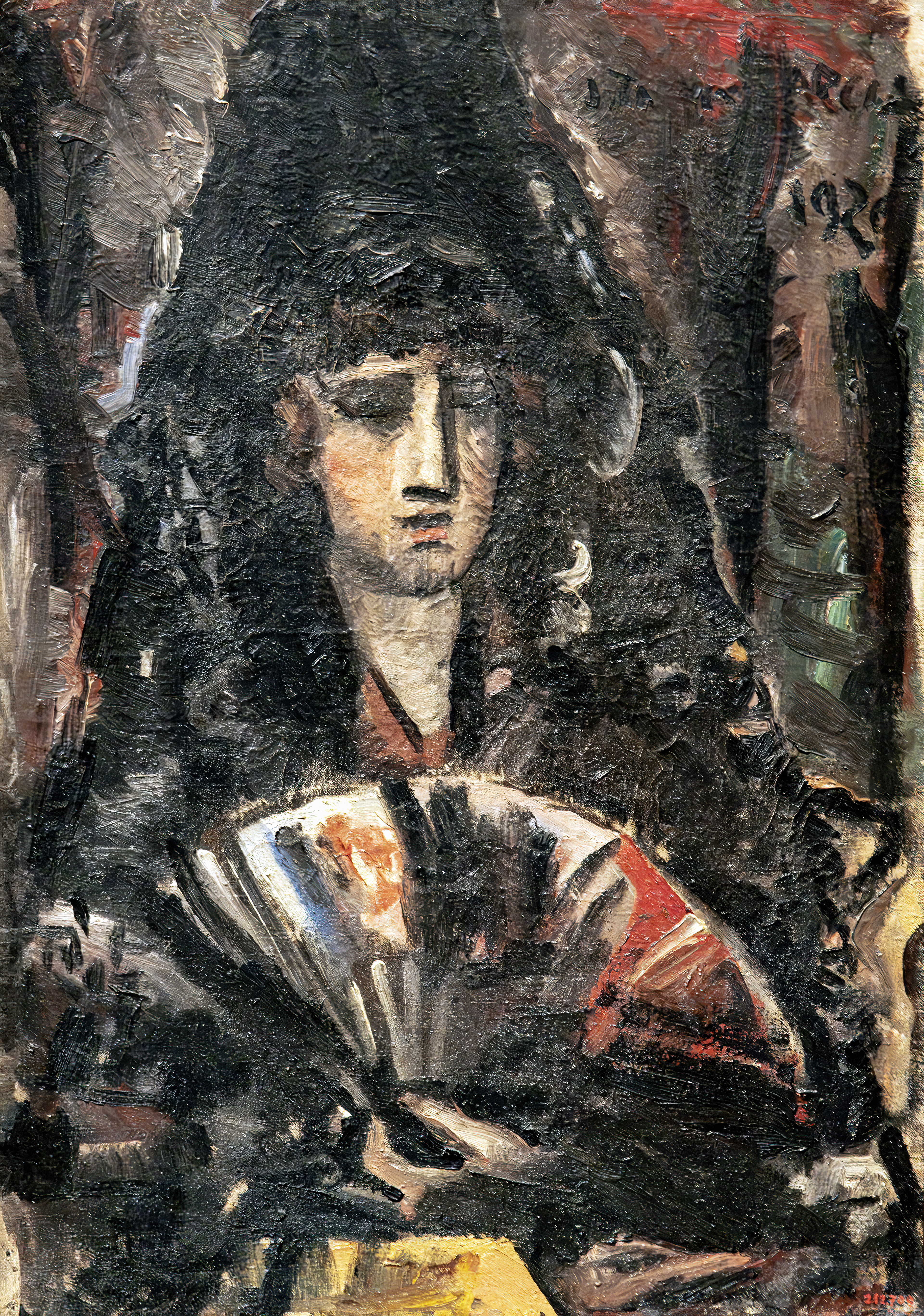
Femme espagnole, 1926, MNAC
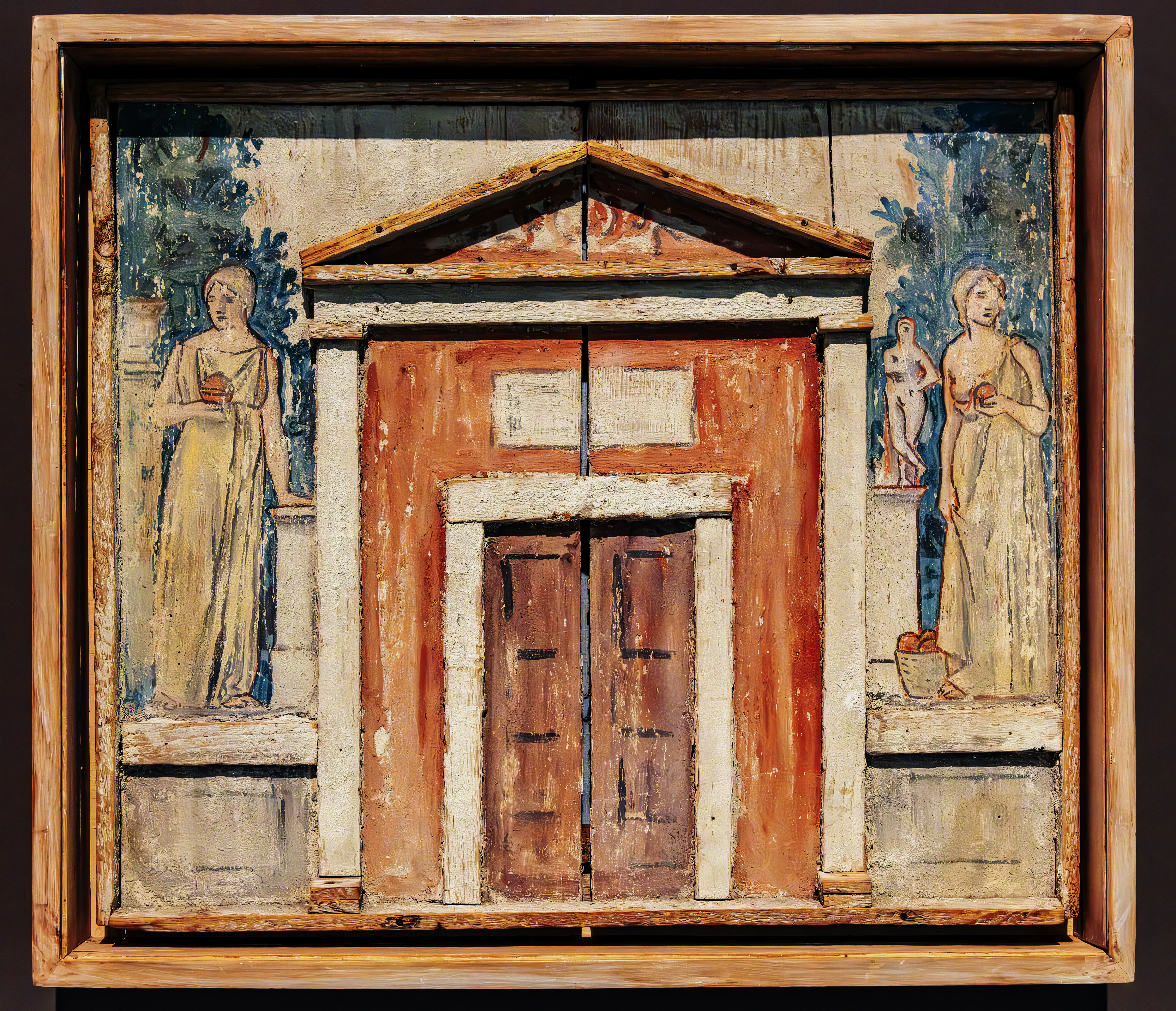
Construction architecturale avec des figures 1935-36, MNAC
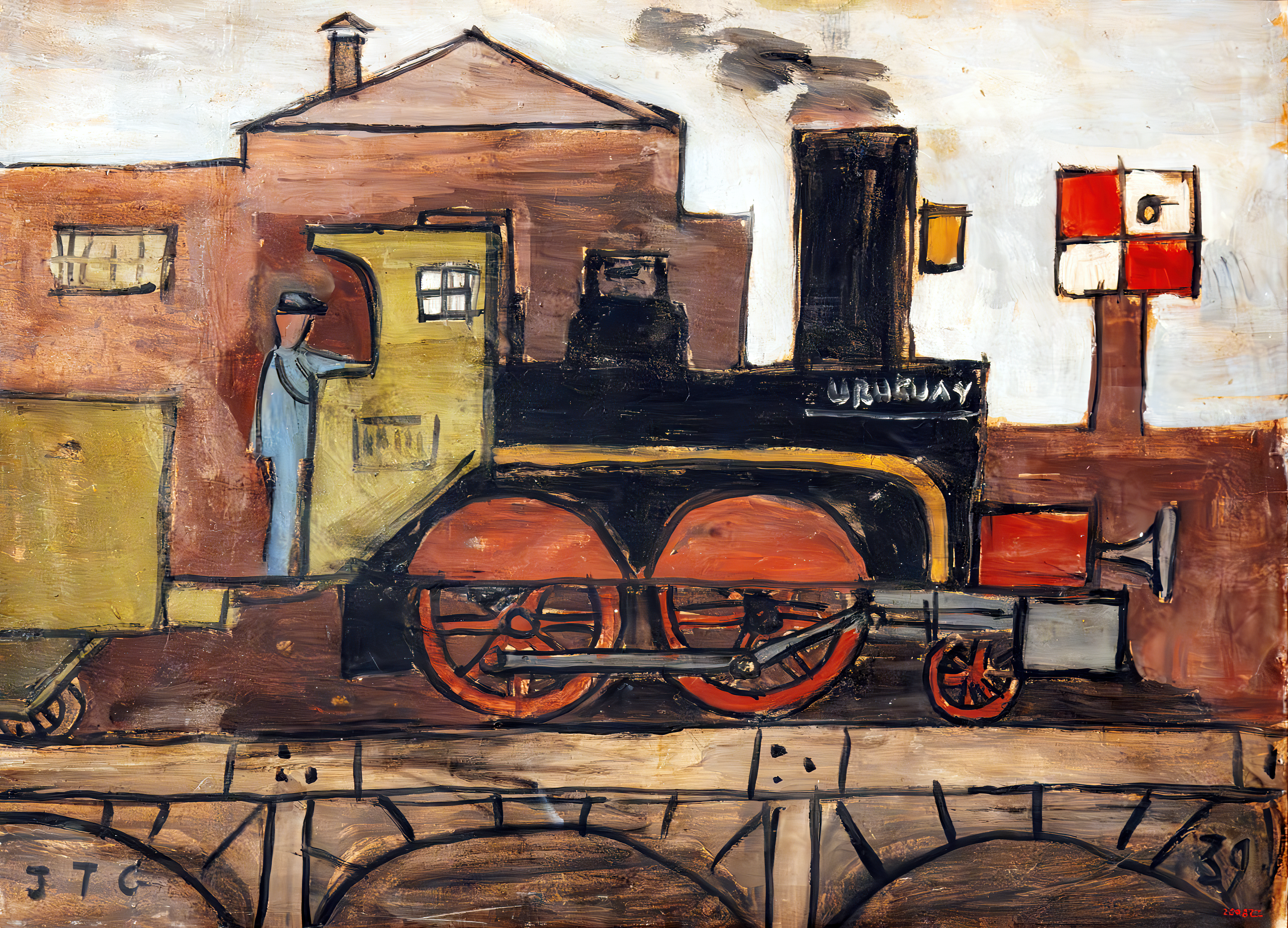
Uruguay, 1939, MNAC
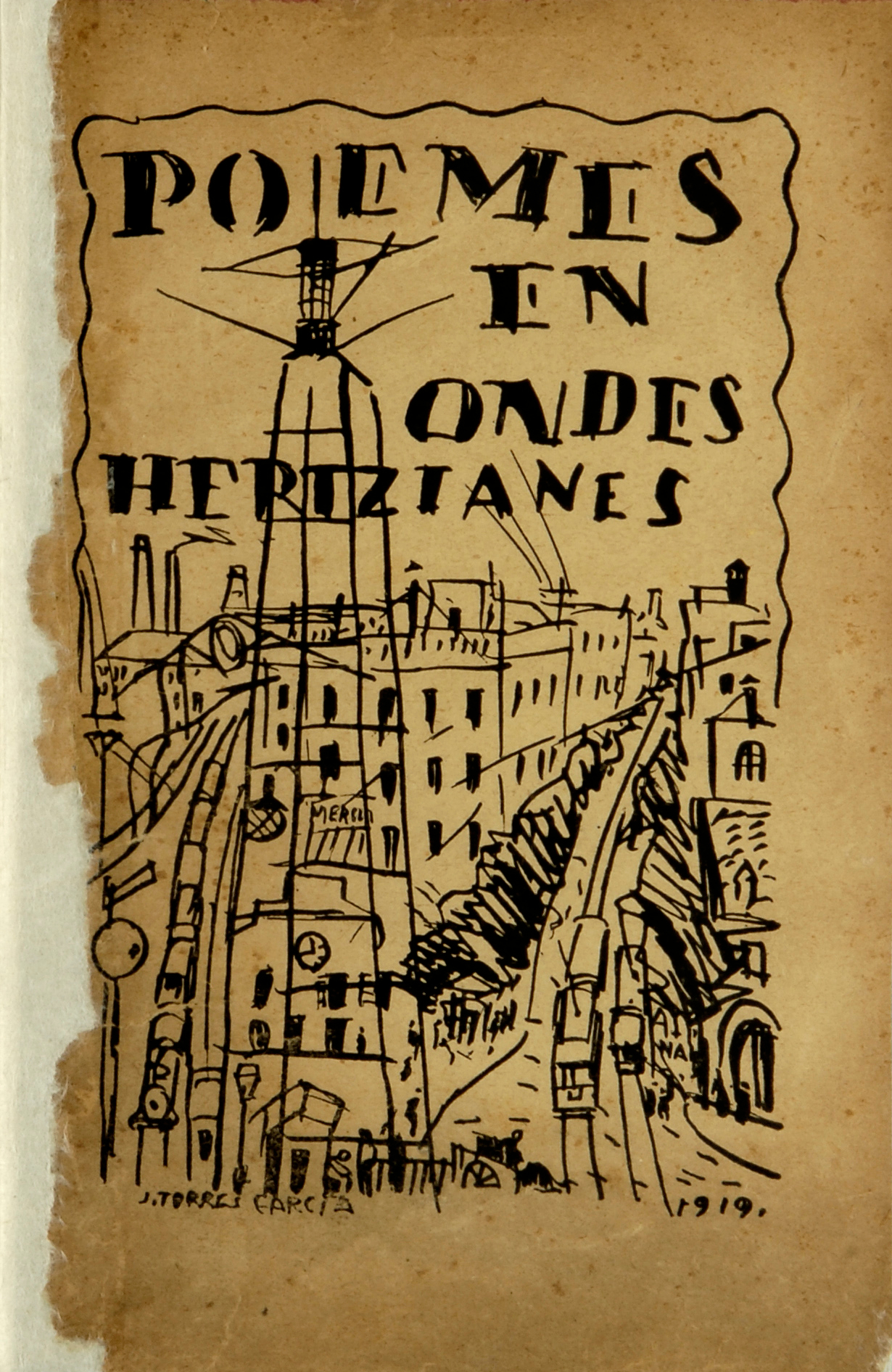
Couverture des Poèmes en ondes hertzianes de Salvat-Papasseit

### Autres
- Illustrations pour Poèmes en ondes hertzianes (1919) de  Joan Salvat-Papasseit